# Melanolophia isometra
Melanolophia isometra là một loài bướm đêm trong họ Geometridae.